# Degenerazione cortico-basale
La degenerazione corticobasale (CBD) è una rara malattia neurodegenerativa che coinvolge la corteccia cerebrale e i nuclei della base. I sintomi del CBD in genere iniziano nelle persone dai 50 ai 70 anni e la durata media della malattia è di sei anni. È caratterizzato da marcati disturbi del movimento e della cognizione ed è classificato come una delle sindromi Parkinson-plus (o parkinsonismi atipici). La diagnosi è difficile, poiché i sintomi sono spesso simili a quelli di altri disturbi, come il morbo di Parkinson, la paralisi sopranucleare progressiva e la demenza con corpi di Lewy, e una diagnosi definitiva del CBD può essere fatta solo su esame neuropatologico.
La degenerazione cortico-basale è una sindrome acinetica-ipertonica, appartenente al gruppo della demenza frontotemporale o demenza non Alzheimer, che si caratterizza clinicamente per:
- parkinsonismo a diagnosi spesso tardiva, non rispondente alla levodopa, per coinvolgimento dei gangli della base, con iniziale acinesia e ipertonia, in seguito tremore a riposo
- movimenti involontari come distonia[3]
- segni di compromissione corticale quali aprassia, sindrome dell'arto alieno (che pare muoversi in disaccordo con il resto del corpo), afasia, sintomi di declino cognitivo

È una condizione rara, con alla base un'atrofia corticale asimmetrica soprattutto delle regioni fronto-parietali e rolandiche e depigmentazione della sostanza nera mesencefalica, senza corpi di Lewy e con taupatia.

## Segni e sintomi
Poiché il CBD è progressivo, è possibile utilizzare un set standard di criteri diagnostici, incentrato sull'evoluzione della malattia. In queste caratteristiche fondamentali sono inclusi i problemi con l'elaborazione corticale, la disfunzione dei gangli della base e un inizio improvviso. Le disfunzioni psichiatriche e cognitive, sebbene presenti nel CBD, sono molto meno prevalenti e sono poco presi in considerazione come indicatori comuni della presenza della malattia.
Sebbene la degenerazione corticobasale abbia una pletora di sintomi, alcuni sono più prevalenti di altri. In uno studio su 147 pazienti con CBD, è stato riscontrato che tutti avevano almeno un segno parkinsoniano, il 95% con due e il 93% presentava una disfunzione di ordine superiore (disturbi cognitivi come acalculia, perdita sensoriale, demenza, abbandono, ecc.). In uno studio separato su 14 pazienti registrati 3 anni dopo l'insorgenza dei sintomi, molti pazienti presentavano un numero elevato di sintomi motori. Il 71% presentava bradicinesia (movimenti lenti), il 64% mostrava aprassia, il 43% riferiva distonia degli arti e sebbene il 36% più cognitivo avesse demenza. In un altro studio condotto su 36, oltre la metà aveva la sindrome della mano aliena e il 27% aveva un impedimento all'andatura. Da questo possiamo vedere perché il CBD è difficile da diagnosticare e da riconoscere nelle diagnosi differenziali con gli altri parkinsonismi.
L'esordio è in genere caratterizzato da una sintomatologia acinetico-ipertonica, a volte con tremore, spiccatamente asimmetrica, con segni di compromissione corticale come aprassia ideomotoria, e più tardivamente turbe sensitive quali l'astereoagnosia, iperreflessia (riflessi esagerati), fenomeno di Babinski (indicante lesioni della via piramidale o del motoneurone superiore).
Frequentemente si ha tremore posturale irregolare, distonie degli arti superiori, disartria, alterazioni dell'oculomozione e, nella metà dei pazienti, il fenomeno dell'"arto alieno".
Il decesso avviene solitamente in circa 6 anni per complicanze respiratorie legate all'immobilità progressiva.

### Disfunzioni corticali motorie e associate
Alcuni dei tipi di sintomi più diffusi nelle persone che presentano CBD riguardano disturbi del movimento identificabili e problemi con l'elaborazione corticale. Questi sintomi sono indicatori iniziali della presenza della malattia. Ciascuna delle complicanze del movimento associate appare in genere asimmetrica e i sintomi non sono osservati uniformemente in tutto il corpo. Ad esempio, una persona che mostra una sindrome della mano aliena in una mano, non mostrerà corrispondentemente lo stesso sintomo nell'altra mano. Disturbi del movimento predominanti e disfunzioni corticali associate al CBD includono:
- parkinsonismo
- Sindrome della mano aliena
- Aprassia (aprassia ideomotoria e aprassia cinetica degli arti)
- Afasia[7]

#### Parkinsonismo
La presenza del parkinsonismo come sintomo clinico del CBD è in gran parte responsabile di complicazioni nello sviluppo di criteri diagnostici unici per la malattia. Altre malattie in cui il parkinsonismo costituisce una caratteristica diagnostica integrale sono il morbo di Parkinson (PD) e la paralisi sopranucleare progressiva (PSP). Il parkinsonismo nel CBD è ampiamente presente in un'estremità come il braccio ed è sempre asimmetrico. È stato suggerito che il braccio non dominante è coinvolto più spesso. Le disfunzioni del movimento associate comuni che comprendono il parkinsonismo sono la rigidità, la bradicinesia e il disturbo dell'andatura, con la rigidità degli arti che forma la manifestazione più tipica del parkinsonismo nel CBD. Nonostante sia relativamente indistinta, questa rigidità può portare a disturbi dell'andatura e movimenti correlati. La bradicinesia nel CBD si verifica quando c'è un notevole rallentamento nel completamento di alcuni movimenti degli arti. In uno studio associato, è stato stabilito che, tre anni dopo la prima diagnosi, il 71% delle persone con CBD dimostra la presenza di bradicinesia.

#### Sindrome della mano aliena
La sindrome della mano aliena ha dimostrato di essere prevalente in circa il 60% delle persone con diagnosi di CBD. Questo disturbo comporta l'incapacità di un individuo di controllare i movimenti della sua mano, che risulta dalla sensazione che l'arto sia "estraneo". I movimenti dell'arto alieno sono una reazione a stimoli esterni e non si verificano sporadicamente o senza stimolazione. La presenza di un arto alieno ha un aspetto distinto nel CBD
Un'altra forma più rara di sindrome della mano aliena è stata osservata nel CBD, in cui la mano di un individuo mostra una risposta di evitamento a stimoli esterni. Inoltre, la compromissione sensoriale, rivelata attraverso l'intorpidimento degli arti o la sensazione di formicolio, può anche insorgere contemporaneamente alla sindrome della mano aliena, poiché entrambi i sintomi sono indicativi di disfunzione corticale. Come la maggior parte dei disturbi del movimento, anche la sindrome della mano aliena si presenta in modo asimmetrico nei soggetti con CBD.

#### Aprassia
L'aprassia ideomotoria (IMA), sebbene chiaramente presente nel CBD, si manifesta spesso atipicamente a causa della presenza aggiuntiva di bradicinesia e rigidità in quegli individui che presentano i disturbi. Il sintomo IMA nel CBD è caratterizzato dall'incapacità di ripetere o imitare particolari movimenti (significativi o casuali) sia con che senza l'implementazione di oggetti. Questa forma di IMA è presente nelle mani e nelle braccia, mentre l'IMA nelle estremità inferiori può causare problemi con la deambulazione. Quelli con CBD che mostrano IMA possono avere difficoltà ad iniziare a camminare, poiché il piede può sembrare fissato al pavimento. Ciò può causare inciampo e difficoltà nel mantenere l'equilibrio.  L'IMA è associata al deterioramento della corteccia premotoria, delle aree di associazione parietale, collegando tratti di sostanza bianca, talamo e gangli della base. Alcuni soggetti con CBD presentano aprassia cinetica degli arti, che comporta disfunzione di movimenti motori più fini, spesso eseguiti da mani e dita.

#### Afasia
L'afasia nel CBD si manifesta attraverso l'incapacità di parlare o una difficoltà nell'avviare il dialogo parlato e rientra nel sottotipo non fluente (piuttosto che fluente o scorrevole) del disturbo. Ciò può essere correlato a disturbi del linguaggio come la disartria, e quindi non è una vera afasia, poiché l'afasia è correlata a un cambiamento nella funzione del linguaggio, come la difficoltà a recuperare parole o mettere insieme le parole per formare frasi significative. Le menomazioni del linguaggio e / o del linguaggio nel CBD provocano discorsi disconnessi e omissione delle parole. Le persone con questo sintomo di CBD spesso perdono la capacità di parlare mentre la malattia progredisce

### Problemi psichiatrici
I problemi psichiatrici associati al CBD spesso si presentano a causa dei sintomi debilitanti della malattia. Le principali condizioni psichiatriche e cognitive citate negli individui con CBD comprendono la demenza, la depressione e l'irritabilità, con la demenza che forma una caratteristica chiave che a volte porta alla diagnosi errata del CBD come un altro disturbo cognitivo come il morbo di Alzheimer (AD). La demenza frontotemporale può essere una caratteristica iniziale.

## Caratteristiche molecolari
I risultati neuropatologici associati al CBD includono la presenza di anomalie astrocitiche nel cervello e un accumulo improprio della proteina tau (che ci permette di riferirci alla CBD come tauopatia).

### Inclusioni astrogliali
L'esame istologico post mortem del cervello degli individui con diagnosi di CBD rivela caratteristiche uniche che coinvolgono gli astrociti nelle regioni localizzate. La procedura tipica utilizzata nell'identificazione di queste inclusioni astrogliali è il metodo di colorazione Gallyas-Braak. Questo processo prevede l'esposizione di campioni di tessuto a un materiale di colorazione argentata che segnala anomalie nella proteina tau e inclusioni astrogliali. Le inclusioni astrogliali nel CBD sono identificate come placche astrocitiche, che si presentano come esposizioni anulari di escrescenze sfocate dall'astrocita. Un recente studio ha indicato che produce un'alta densità di placche astrocitiche nella porzione anteriore del lobo frontale e nell'area premotoria della corteccia cerebrale.

### Tauopatia
La proteina tau è un'importante proteina associata ai microtubuli (MAP), che si trova tipicamente negli assoni neuronali. Tuttavia, il malfunzionamento dello sviluppo della proteina può provocare un'espressione innaturale e di alto livello negli astrociti e nelle cellule gliali. Di conseguenza, questo è spesso responsabile delle placche astrocitiche evidenziate in modo evidente negli esami istologici di CBD. Sebbene si sappia che svolgono un ruolo significativo nelle malattie neurodegenerative come il CBD, il loro effetto preciso rimane un mistero.
La degenerazione cortico-basale è considerata una tauopatia . Questo permette di ritenere che l'indicatore più comune del CBD sia una proteina tau difettosa. Le proteine Tau sono fondamentali per mantenere stabili i microtubuli e queste cellule difettose creano 4 ripetizioni leganti i microtubuli. Queste 4 ripetizioni del legame hanno una maggiore affinità nel legame con i microtubuli. A causa di questa maggiore affinità, formano fibre insolubili (chiamate anche "filamenti elicoidali accoppiati). I microtubuli stessi mantengono la cellula e la struttura citoscheletrica stabili. Pertanto, quando le proteine Tau hanno configurazioni non fisiologiche, i microtubuli diventano instabili e alla fine portano all'apoptosi cellulare.

## Diagnosi
La diagnosi è soprattutto clinica, ma le neuroimmagini possono mostrare atrofia fronto-parietale asimmetrica, ben visibile attraverso la PET.
Una diagnosi clinica di CBD viene eseguita in base ai criteri diagnostici specificati, che si concentrano principalmente sui sintomi correlati alla malattia. Tuttavia, ciò si traduce spesso in complicazioni poiché questi sintomi spesso si sovrappongono a numerose altre malattie neurodegenerative..
La diagnosi post mortem fornisce l'unica vera indicazione della presenza di CBD. La maggior parte di queste diagnosi utilizza il metodo di colorazione Gallyas-Braak, che è efficace nell'identificare la presenza di inclusioni astrogliali e tauopatia casuale.

### Diagnosi differenziale
La paralisi sopranucleare progressiva (PSP) è spesso la malattia più spesso confusa con il CBD. Sia la PSP che il CBD provocano sintomi simili ed entrambi mostrano taupatie al momento dell'analisi istologica. Tuttavia, è stato notato che la tauopatia nella PSP provoca astrociti a forma di ciuffo in contrasto con le placche astrocitiche a forma di anello trovate come risultato del CBD.
Gli individui con diagnosi di PD presentano spesso disfunzioni del movimento simili a quelle con diagnosi di CBD, che aggiunge complessità alla sua diagnosi. Altre malattie neurodegenerative tra cui il morbo di Alzheimer (AD), la demenza con corpi di Lewy (DLB), l'encefalopatia traumatica cronica (CTE) e la demenza frontotemporale (FTD) mostrano elementi comuni con il CBD.

### Neuroimaging
I tipi di tecniche di imaging maggiormente utilizzate durante lo studio e / o la diagnosi di CBD sono:
- risonanza magnetica (MRI)
- tomografia computerizzata a emissione di singolo fotone (SPECT)
- tomografia ad emissione di positroni di fluorodopa (PET FDOPA)

Gli sviluppi o i miglioramenti nelle tecniche di imaging offrono la possibilità futura di una diagnosi clinica definitiva prima della morte. Tuttavia, nonostante i loro benefici, le informazioni apprese dalla risonanza magnetica e dallo SPECT all'inizio della progressione del CBD tendono a non mostrare irregolarità che indichino la presenza di tale malattia neurodegenerativa. La FDOPA PET è utilizzato per studiare la funzionalità della via della dopamina.
Nonostante l'indubbia presenza di atrofia corticale (come determinato attraverso la risonanza magnetica e SPECT) negli individui che manifestano i sintomi del CBD, questo non è un indicatore esclusivo della malattia. Pertanto, l'utilizzo di questo fattore nella diagnosi di CBD dovrebbe essere usato solo in combinazione con altre disfunzioni clinicamente presenti.

#### MRI
Le immagini MRI sono utili per visualizzare porzioni atrofizzate di posizioni neuroanatomiche all'interno del cervello. Di conseguenza, è particolarmente efficace nell'identificare regioni all'interno di diverse aree del cervello che sono state colpite negativamente a causa delle complicazioni associate al CBD. Per essere specifici, la risonanza magnetica del CBD mostra tipicamente atrofia corticale parietale e frontale posteriore con rappresentazione ineguale nei lati corrispondenti. Inoltre, nel corpo calloso è stata osservata atrofia.
La risonanza magnetica funzionale (fMRI) è stata utilizzata per valutare i modelli di attivazione in varie regioni del cervello degli individui affetti da CBD. Dopo l'esecuzione di semplici compiti motori delle dita, i soggetti con CBD hanno sperimentato livelli più bassi di attività nella corteccia parietale, nella corteccia sensomotoria e nella corteccia motoria supplementare rispetto a quelli testati in un gruppo di controllo.

#### SPECT
La SPECT è attualmente utilizzato per provare a rilevare il CBD. In molti pazienti affetti da CBD, ci sono aree nei gangli della base che hanno difficoltà a captare la dopamina, in genere asimmetricamente. In particolare, i trasportatori di dopamina sono presinaptici sulle cellule nigrostriatali [21]. SPECT viene utilizzato per rilevare queste anomalie nei trasportatori di dopamina. Dato che molti pazienti hanno una perdita asimmetrica di funzionalità e metabolismo, ciò può aiutare a differenziare i pazienti con CBD e quelli con Alzheimer.
Gli studi SPECT su soggetti a cui è stata diagnosticata la CBD comportano l'analisi della perfusione in tutte le parti del cervello. La valutazione SPECT attraverso l'osservazione della perfusione consiste nel monitorare il rilascio di sangue in diverse posizioni nelle regioni dei tessuti o degli organi, che, nel caso del CBD, riguarda aree localizzate all'interno del cervello. Il tessuto può essere caratterizzato come iperfusione, sottoperfusione, ipoperfusione o iperperfusione. L'iperperfusione e la sottoperfusione si riferiscono a un confronto con i livelli complessivi di perfusione all'interno di tutto il corpo, mentre l'ipoperfusione e l'iperperfusione sono calcolate rispetto alle esigenze di flusso sanguigno del tessuto in questione. In generale, le misurazioni prese per il CBD usando SPECT sono indicate come flusso sanguigno cerebrale regionale (rCBF).
In generale, SPECT rivela ipoperfusione all'interno delle regioni posteriori dei lobi frontale e parietale. Come nelle immagini raccolte tramite la risonanza magnetica, le immagini SPECT hanno indicato l'asimmetria nella presentazione delle anomalie in tutto il cervello. [4] Ulteriori studi hanno rivelato la presenza di anomalie della perfusione nel talamo, nella corteccia temporale, nei gangli della base e nelle sedi pontocerebellari (dal ponte al cervelletto) all'interno del cervello dei soggetti.

#### FDOPA PET
La ricerca ha suggerito che l'integrità del sistema dopaminico nello striato è stata danneggiata a causa del CBD. Gli studi attuali che utilizzano l'uso della scansione FDOPA PET come possibile metodo per identificare il CBD si sono concentrati sull'analisi dell'efficienza dei neuroni nello striato che utilizzano il neurotrasmettitore dopamina. Questi studi hanno concluso che, in generale, l'assorbimento della dopamina era diminuito nel caudato e nel putamen. Questa caratteristica ha anche il potenziale per essere utile nel distinguere il CBD da un PD simile, poiché gli individui a cui è stato diagnosticato il PD avevano più probabilità di avere un assorbimento inferiore di dopamina rispetto agli individui con CBD.
Altri test clinici o procedure che monitorano la presenza di dopamina nel cervello (β-CIT SPECT e IBZM SPECT) hanno mostrato risultati simili. β-CIT funge da indicatore per i neuroni dopaminergici presinaptici, mentre IBZM è un tracciante che mostra un'affinità per i neuroni postsinaptici dello stesso tipo. Nonostante l'accordo con altri studi di imaging, questi due metodi SPECT subiscono un certo esame a causa della migliore precisione in altri metodi di imaging. Tuttavia, la β-CIT SPECT ha dimostrato di essere utile nel distinguere CBD da PSP e atrofia multisistemica (MSA).

## Terapia
Poiché la causa esatta del CBD è sconosciuta, non esiste un trattamento formale per la malattia. Invece, i trattamenti si concentrano sulla minimizzazione dell'aspetto o dell'effetto dei sintomi derivanti dal CBD. Il sintomo più facilmente curabile del CBD è il parkinsonismo e la forma più comune di trattamento per questo sintomo è l'applicazione di farmaci dopaminergici. Tuttavia, in generale si osserva solo un moderato miglioramento e il sollievo dal sintomo non è di lunga durata. Inoltre, le terapie palliative, compresa l'implementazione di sedie a rotelle, logopedia e tecniche di alimentazione, sono spesso utilizzate per alleviare molti dei sintomi che non mostrano alcun miglioramento con la somministrazione di farmaci.
Non vi è consenso su ciò che provoca il CBD e quindi la maggior parte del trattamento è sintomatica. Sfortunatamente, molti trattamenti hanno generalmente un basso tasso di successo o non sono stati testati a fondo. Ad esempio, in relazione all'aspetto motorio della disabilità, il CBD ha un'alta resistenza per i trattamenti come la levodopa. Numerosi studi non hanno riportato livelli reali di miglioramento basati sull'uso di farmaci simili / agonisti dopaminergici. A causa dei livelli cerebrali di inibizione, alcuni farmaci si sono concentrati sulla creazione di un'inibizione che annullerebbe l'effetto. Molti di questi rilassanti e anticonvulsivanti hanno un certo successo ma hanno anche effetti collaterali indesiderati. Anche gli effetti cognitivi e associativi del CBD sono difficili da trattare poiché non siamo ancora sicuri di molti dei trattamenti per le malattie sintomatiche che ne derivano come la demenza, l'afasia, l'abbandono, l'aprassia e altri.
La terapia prevede rimedi sintomatici per il tremore (es. clonazepam) e tossina botulinica per le distonie.

## Storia
Il CBD fu identificato per la prima volta da Rebeiz e dai suoi associati nel 1968, mentre osservavano tre individui che esibivano sintomi caratteristici di un disturbo unico e precedentemente sconosciuto. Inizialmente si riferivano alla malattia neurodegenerativa come "degenerazione corticodentatonigrale con acromasia neuronale". Nel 1989 Gibb e colleghi hanno fornito descrizioni cliniche e patologiche dettagliate in altri tre casi adottando il nome degenerazione cortico-basale, dopo di che vari altri nomi includevano "degenerazione corticonigrale con acromasia nucleare" e "degenerazione gangliare basale corticale" . Sebbene la causa sottostante del CBD sia sconosciuta, la malattia si verifica a causa di un danno ai gangli della base, specificamente contrassegnato dalla degenerazione neuronale o dalla depigmentazione (perdita di melanina in un neurone) nella sostantia nigra. Ulteriori caratteristiche neurologiche distintive di coloro a cui è stata diagnosticata la CBD consistono nell'atrofia asimmetrica delle regioni corticali frontali e parietali del cervello.  Gli studi post mortem su pazienti con diagnosi di CBD indicano che gli attributi istologici spesso implicano il gonfiarsi dei neuroni, la gliosi e tauopatia. Gran parte dei progressi pionieristici e delle ricerche condotte sul CBD sono state completate negli ultimi dieci anni circa, a causa del riconoscimento formale relativamente recente della malattia.